# Список пинков Российского императорского флота

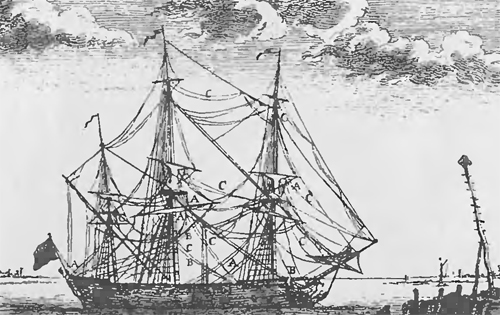
Флейт или пинк. Изображение из книги Г. Г. Кушелева «Военный мореплаватель, или Собрание разных на войне употребляемых судов»

В список включены все парусные пинки, состоявшие на вооружении Российского императорского флота.
Пинки (от фр. pinque и нем. Pinke) появились в XVI веке в западных средиземноморских странах и представляли собой крупные трехмачтовые транспортные суда. Могли иметь как косые, так и прямые паруса. В составе Российского флота суда данного класса появились во время Северной войны. В зависимости от размера могли нести до 38 орудий. Использовались для перевозки грузов и подвоза провианта и боеприпасов на суда эскадр, находящихся в плаваниях. Благодаря мощному вооружению даже в военное время могли ходить без конвоя, а при недостатке крейсерских судов в период военных действий могли использоваться как боевые суда для разведки и крейсерских операций. Для нужд российского флота пинки строились до 1780-х годов, исключением можно считать один пинк, построенный для Каспийской флотилии в 1839 году. В конце XVIII — начале XIX века повсеместно были заменены транспортами.

## Легенда
Список судов разбит на разделы по флотам и флотилиям, внутри разделов суда представлены в порядке очерёдности включения их в состав флота, в рамках одного года — по алфавиту. Ссылки на источники информации для каждой строки таблиц списка и комментариев, приведённых к соответствующим строкам, сгруппированы и располагаются в столбце Примечания.
Таблица:
- Размер — длина и ширина судна в метрах.
- Осадка — осадка судна (глубина погружения в воду) в метрах.
- Верфь — верфь постройки судна.
- Корабельный мастер — фамилия мастера, построившего судно.
- История службы — основные места и события.
- н/д — нет данных.

Сортировка может проводиться по любому из выбранных столбцов таблиц, кроме столбцов История службы и Примечания.

## Пинки Балтийского флота
В разделе приведены все пинки, входившие в состав Балтийского флота России.
| Наименование    | Ор. | Размер | Осадка | Эк. | Верфь | Мастер | Вх.                                             | Вых.                                            | История службы | Прим.                         |
| --------------- | --- | --- | --- | --- | --- | --- | ----------------------------------------------- | ----------------------------------------------- | --- | ----------------------------- |
| Принц Александр | 18/24 | 25,2 x 6,8 | 2,6 | 182 | Санкт-Петербургское адмиралтейство                                                                                 | Р. Броун | 1716                                            | 1727                                            | Принимал участие в Северной войне, использовался для крейсерских плаваний в Балтийском море, захвата судов неприятеля, конвоирования ластовых судов и высадки десантов. С 1724 по 1726 год использовался для пассажирских перевозок между Ревелем, Кронштадтом, Любеком, Травемюнде и Готенбургом. | [ 2 ] [ 3 ] [ 4 ]             |
| Кола            | 12 | 36,6 x 8,2 | 3,7 | н/д | Соломбальская верфь                                                                                                | Сведений о корабельных мастерах, построивших суда, не сохранилось.                                                 | 1742                                            | н/д                                             | В 1747 и 1748 годах использовался для практики гардемарин Морского корпуса и доставки почты и пассажиров из Кронштадта в Любек и Данциг. С 1749 по 1756 год доставлял из Кронштадта в Архангельск материалы для строящихся судов. Принимал участие в Семилетней войне 1756—1763 годов, использовался в качестве грузового судна. | [ 3 ] [ 4 ] [ 5 ]             |
| Новая Двинка    | 12 | 36,6 x 8,2 | 3,7 | н/д | Соломбальская верфь                                                                                                | Сведений о корабельных мастерах, построивших суда, не сохранилось.                                                 | 1742                                            | 1746                                            | В 1744 году при переходе из Архангельска в Кронштадт из-за штормов и противных ветров вынужден был зайти в Екатерининскую гавань, где остался на зимовку. В 1745 году вернулся в Архангельск. 16 (27) сентября 1746 года по пути из Архангельска в Кронштадт у острова Готланд налетел на мель и разбился. | [ 4 ] [ 5 ]                   |
| Новая Земля     | 12 | 36,6 x 8,2 | 3,7 | н/д | Соломбальская верфь                                                                                                | Сведений о корабельных мастерах, построивших суда, не сохранилось.                                                 | 1742                                            | н/д                                             | Сведений о плаваниях судна не сохранилось. | [ 3 ] [ 4 ]                   |
| Кильдюин        | 12 | 36,6 x 8,2 | 3,7 | н/д | Соломбальская верфь                                                                                                | Сведений о корабельных мастерах, построивших суда, не сохранилось.                                                 | 1743                                            | н/д                                             | В 1746 году состоял на почтовом сообщении между Кронштадтом и Данцигом. С 1749 по 1754 год доставлял из Кронштадта в Архангельск материалы для строящихся судов. 25 июня (6 июля) 1756 года на переходе из Архангельска в Балтийское море попал в сильный шторм у мыса Нордкап и из-за полученных повреждений вернулся в Архангельск. | [ 3 ] [ 4 ] [ 5 ]             |
| Лапоминк        | 12 | 36,6 x 8,2 | 3,7 | н/д | Соломбальская верфь                                                                                                | Сведений о корабельных мастерах, построивших суда, не сохранилось.                                                 | 1743                                            | 1769                                            | В июле 1744 года, выйдя за бар Северной Двины, шквалом был завален на борт и затонул, однако вскоре был поднят и восстановлен. В 1746 году состоял на почтовом сообщении между Кронштадтом и Любеком. В 1747 году совершил плавание в Бургсвик для доставки оттуда грузов с разбившегося в 1746 году пинка «Новая Двинка». В 1749 году доставил из Кронштадта в Архангельск материалы для строящихся судов. В 1751 году состоял на грузовых перевозках между Кронштадтом и Ревелем, в 1756 году также совершал плавания между этими портами. В 1758—1759 годах подвергся тимберовке в Кронштадте. В 1762 году доставил из Ревеля в Архангельск материалы для строящихся судов. В 1763 году застигнут морозами и ледоставом на Кронштадтском рейде, при этом корпус судна был поврежден льдами, и в ноябре пинк затонул. В 1764 году был поднят и вновь восстановлен. В 1765 году принимал участие в показательных маневрах, однако время маневрирования получил повреждения и ушёл в Кронштадт. С 1766 по 1768 год использовался для грузовых перевозок между Кронштадтом и Ревелем. 16 (27) сентября 1769 года находясь в составе Первой Архипелагской эскадры налетел на мель в районе Скагенского рифа и разбился. При этом сигналы с пинка спасли от крушения остальные корабли эскадры. Экипажу судна удалось спастись в полном составе. | [ 3 ] [ 4 ] [ 5 ] [ 6 ] [ 7 ] |
| Повракуль       | 12 | 36,6 x 8,2 | 3,7 | н/д | Соломбальская верфь                                                                                                | Сведений о корабельных мастерах, построивших суда, не сохранилось.                                                 | 1743                                            | 1746                                            | В 1745 году доставил из Любека в Кронштадт 150 ящиков с садовыми деревьями. В 1746 году выходил в плавание в Балтийское море, а в ноябре того же года разбился в заливе Рогервик. | [ 3 ] [ 4 ] [ 5 ]             |
| Вологда         | 22 | 34,8 x 8,5 | 3,9 | н/д | Соломбальская верфь                                                                                                | Сведений о корабельных мастерах, построивших суда, не сохранилось.                                                 | 1749                                            | 1774                                            | С 1752 по 1755 год использовался для грузовых перевозок между портами Финского залива. Принимал участие в Семилетней войне 1756—1763 годов, использовался в качестве грузового судна. В 1765 году выходил в практическое плавание в Финский залив и принимал участие в показательных маневрах в присутствии Екатерины II, при этом столкнулся с бомбардирским кораблём «Самсон». В 1766 году на пинке из Любека в Кронштадт прибыли немцы-колонисты. С 1767 по 1772 год вновь использовался для грузовых перевозок между портами Финского залива. | [ 3 ] [ 8 ] [ 9 ]             |
| Кильдюин        | 22 | 36,6 x 8,5 | 3,8 | н/д | Соломбальская верфь                                                                                                | Сведений о корабельных мастерах, построивших суда, не сохранилось.                                                 | 1749                                            | н/д                                             | Сведений о плаваниях судов не сохранилось. | [ 3 ] [ 9 ]                   |
| Лапоминк        | 22 | 36,6 x 8,5 | 3,8 | н/д | Соломбальская верфь                                                                                                | Сведений о корабельных мастерах, построивших суда, не сохранилось.                                                 | 1749                                            | н/д                                             | Сведений о плаваниях судов не сохранилось. | [ 3 ] [ 9 ]                   |
| Новая Двинка    | 22 | 36,6 x 8,5 | 3,8 | н/д | Соломбальская верфь                                                                                                | Сведений о корабельных мастерах, построивших суда, не сохранилось.                                                 | 1749                                            | 1771                                            | С 1749 по 1756 год доставлял из Кронштадта в Архангельск материалы для строящихся судов. Принимал участие в Семилетней войне 1756—1763 годов, использовался в качестве грузового судна, зимой 1761—1762 годов подвергся тимберовке. В 1764 году использовался для грузовых перевозок между Кронштадтом и Ревелем. В 1765 году выходил в практическое плавание в Финский залив и принимал участие в показательных маневрах в присутствии Екатерины II. В 1766 году на пинке из Любека в Кронштадт прибыли немцы-колонисты. С 1767 по 1769 год использовался для грузовых перевозок портами Финского залива. | [ 3 ] [ 8 ] [ 10 ]            |
| Повракуль       | 22 | 36,6 x 8,5 | 3,8 | н/д | Соломбальская верфь                                                                                                | Сведений о корабельных мастерах, построивших суда, не сохранилось.                                                 | 1749                                            | 1773                                            | В 1750—1751 годах доставил из Кронштадта в Архангельск материалы для строящихся судов, зимовал в Ревеле. В 1755 году совершал плавания между Кронштадтом и Ревелем. Принимал участие в Семилетней войне 1756—1763 годов, использовался в качестве грузового судна. Разобран в Архангельске. | [ 3 ] [ 8 ] [ 9 ]             |
| Устюг           | 12/22 | 30,5 x 8,2 | 4,2 | н/д | Соломбальская верфь                                                                                                | Сведений о корабельных мастерах, построивших суда, не сохранилось.                                                 | 1749                                            | 1770                                            | Находился при Архангельском порте. | [ 3 ] [ 9 ] [ 11 ]            |
| Каргополь       | 22 | 34,8 x 8,5 | 3,9 | н/д | Соломбальская верфь                                                                                                | Сведений о корабельных мастерах, построивших суда, не сохранилось.                                                 | 1750                                            | 1774                                            | В 1752 году доставил из Архангельска в Кронштадт с груз леса. В 1753 году использовался для грузовых перевозок между Кронштадтом и Ревелем. С 1754 по 1757 год доставлял из Кронштадта в Архангельск материалы для строящихся судов. Принимал участие в Семилетней войне 1756—1763 годов, использовался для крейсерских плаваний и в качестве грузового судна. В 1764 году подвергся тимберовке в Кронштадте. В 1766 году на пинке из Любека в Кронштадт прибыли немцы-колонисты. С 1767 по 1772 год использовался для грузовых перевозок между портами Финского залива. | [ 9 ] [ 12 ] [ 13 ]           |
| Холмогоры       | 12 | 30,5 x 8,2 | 4,2 | н/д | Соломбальская верфь                                                                                                | Сведений о корабельных мастерах, построивших суда, не сохранилось.                                                 | 1750                                            | 1769                                            | С 1750 по 1756 год находился при Архангельском порте, с 1757 года в Кронштадте. В 1758 году доставил из Кронштадта в Архангельск материалы для строящихся судов, а в 1759 ушёл в Ревель. Принимал участие в Семилетней войне 1756—1763 годов, использовался для эскорта транспортных судов и в качестве грузового судна. В 1764 и 1765 годах совершал плавания между Ревелем, Нарвой и Кронштадтом. | [ 9 ] [ 11 ] [ 12 ]           |
| Верблюд         | 22 | 39,7 x 9,6 | 3,8 | 160—170 | Соломбальская верфь                                                                                                | Сведений о корабельных мастерах, построивших суда, не сохранилось.                                                 | 1758                                            | н/д                                             | Принимал участие в Семилетней войне 1756—1763 годов, использовался в качестве грузового судна. | [ 9 ] [ 11 ] [ 12 ]           |
| Слон            | 22 | 39,7 x 9,6 | 3,8 | 160—170 | Соломбальская верфь                                                                                                | И. В. Ямес | 1758                                            | 1774                                            | Принимал участие в Семилетней войне 1756—1763 годов, использовался для крейсерских плаваний и в качестве грузового судна. В 1764 году в составе отряда доставил материалы для экспедиции В. Я. Чичагова на архипелаг Шпицберген, при этом по пути льдом получил повреждения обшивки в носовой части. В 1766 году на пинке из Любека в Кронштадт прибыли немцы-колонисты. В 1767 году использовался для грузовых перевозок между Кронштадтом и Ревелем. В 1769 году доставил из Кронштадта в Архангельск материалы для строящихся судов. С 1771 по 1773 год использовался для перевозки грузов между портами Финского залива. Разобран в Кронштадте. | [ 9 ] [ 11 ] [ 12 ]           |
| Лев             | 22 | 39,7 x 9,6 | 3,8 | 160—170 | Соломбальская верфь                                                                                                | И. В. Ямес | 1759                                            | н/д                                             | Принимал участие в Семилетней войне 1756—1763 годов, использовался в качестве грузового судна. В 1766 году на пинке из Любека в Кронштадт прибыли немцы-колонисты. В 1767 году использовался для грузовых перевозок между Кронштадтом и Ревелем. В 1769 и 1771 годах доставлял из Кронштадта в Архангельск материалы для строящихся судов. 19 (30) ноября 1771 года указом Адмиралтейств-коллегии был оставлен в Архангельске для «казенных перевозок, поскольку для дальних плаваний негоден из-за ветхости». | [ 12 ] [ 14 ] [ 15 ]          |
| Единорог        | 22 | 39,7 x 9,6 | 3,8 | 160—170 | Соломбальская верфь                                                                                                | И. В. Ямес | 1759                                            | 1760                                            | Принимал участие в Семилетней войне 1756—1763 годов, использовался для перевозки войск. 31 октября (11 ноября) 1760 года по пути из Кронштадта в Архангельск разбился у берегов Норвегии. Спастись удалось 10-ти членам экипажа. | [ 12 ] [ 14 ] [ 15 ] [ 16 ]   |
| Лапоминк        | 22 | 39,7 x 9,6 | 3,8 | 160—170 | Соломбальская верфь                                                                                                | В. А. Селянинов | 1762                                            | 1769                                            | В 1763 году доставил в Архангельск материалы для строящихся судов. В 1765 и 1766 годах принимал участие в экспедиции В. Я. Чичагова. В 1767 году доставил из Архангельска Кольский залив груз леса. В 1768 году совершал плавания между Ревелем и Кронштадтом. В 1769 году вошёл в состав Первой Архипелагской эскадры адмирала Г. А. Спиридова, 16 (27) сентября 1769 года по пути из Кронштадта в Средиземное море разбился на Скагенском рифе. Экипаж был спасен. | [ 12 ] [ 14 ] [ 15 ] [ 17 ]   |
| Соломбал        | 20/22 | 36,6 x 9,5 | 3,8 | 146 | Соломбальская верфь                                                                                                | И. В. Ямес | 1762                                            | 1775                                            | В 1763 и 1764 годах использовался для перевозки грузов между портами Финского залива. В 1765 году доставил из Кронштадта в Архангельск материалы и орудия для строящихся судов. В 1767 году перевозил грузы между Кронштадтом и Ревелем. Принимал участие в русско-турецкой войне 1768—1774 годов, входил в состав Первой Архипелагской эскадры адмирала Г. А. Спиридова. В 1775 году продан в Порт-Магоне. | [ 12 ] [ 15 ] [ 18 ]          |
| Гогланд         | 22 | 39,7 x 9,6 | 3,8 | 160—170 | Соломбальская верфь                                                                                                | И. В. Ямес | 1765                                            | 1780                                            | В 1767 году использовался для грузовых перевозок между Кронштадтом и Копенгагеном. В 1768 и 1771 году доставлял из Кронштадта в Архангельск материалы и орудия для строящихся судов. В 1770 году перевозил грузы между Ревелем и Кронштадтом. С 1772 по 1779 год находился в Архангельске, где и был разобран. | [ 12 ] [ 14 ] [ 15 ]          |
| Наргин          | 22 | 39,7 x 9,6 | 3,8 | 160—170 | Соломбальская верфь                                                                                                | В. А. Селянинов | 1765                                            | 1780                                            | С 1766 по 1772 доставлял из Кронштадта в Архангельск материалы и орудия для строящихся судов. С 1773 по 1779 год находился в Архангельске, где и был разобран. | [ 12 ] [ 14 ] [ 15 ]          |
| Венера          | 22 | 39,7 x 9,6 | 3,8 | 160—170 | Соломбальская верфь                                                                                                | В. А. Селянинов, А. Давыдов                                                                                        | 1768                                            | 1787                                            | Принимал участие в русско-турецкой войне 1768—1774 годов, входил в состав Первой Архипелагской эскадры адмирала Г. А. Спиридова. В 1775 году перешёл в Кронштадт, из-за полученных в пути повреждений заходил в Портсмут. С 1776 по 1785 год использовался для грузовых перевозок между портами Финского залива. | [ 12 ] [ 19 ] [ 20 ]          |
| Сатурн          | 22 | 39,7 x 9,6 | 3,8 | 160—170 | Соломбальская верфь                                                                                                | В. А. Селянинов, А. Давыдов                                                                                        | 1768                                            | н/д                                             | Принимал участие в русско-турецкой войне 1768—1774 годов, входил в состав Первой Архипелагской эскадры адмирала Г. А. Спиридова. В 1775 году перешёл в Ревель. В 1776 и 1777 году использовался для перевозки грузов между Ревелем и Кронштадтом. В 1779, 1781 и 1785 годах перевозил грузы между портами Финского залива. | [ 12 ] [ 21 ] [ 22 ]          |
| Святой Павел    | Сведений о вооружении, конструкции, месте постройки судна и корабельных мастерах, его построивших, не сохранилось. | Сведений о вооружении, конструкции, месте постройки судна и корабельных мастерах, его построивших, не сохранилось. | Сведений о вооружении, конструкции, месте постройки судна и корабельных мастерах, его построивших, не сохранилось. | Сведений о вооружении, конструкции, месте постройки судна и корабельных мастерах, его построивших, не сохранилось. | Сведений о вооружении, конструкции, месте постройки судна и корабельных мастерах, его построивших, не сохранилось. | Сведений о вооружении, конструкции, месте постройки судна и корабельных мастерах, его построивших, не сохранилось. | 1769                                            | 1772                                            | Принимал участие в русско-турецкой войне 1768—1774 годов, входил в состав Первой Архипелагской эскадры адмирала Г. А. Спиридова. В 1772 году сожжён в Ливорно. | [ 22 ] [ 23 ] [ 24 ]          |
| Евстафий        | 38 | 39,7 x 9,5 | 3,8 | 180 | Соломбальская верфь                                                                                                | А. Мальцов | 1773                                            | 1780                                            | В 1775 году использовался для перевозки зерна из Пернова в Кронштадт, с 1776 по 1778 год — для грузовых перевозок между портами Финского залива. В 1779 году доставил из Кронштадта в Архангельск материалы для строящихся судов. Принимал участие в «вооружённом нейтралитете». 9 (20) сентября 1780 года разбился у острова Гроскери. | [ 22 ] [ 23 ] [ 25 ]          |
| Кола            | 38 | 39,7 x 9,5 | 3,8 | н/д | Соломбальская верфь                                                                                                | Пруговин | 1774                                            | 1787                                            | В 1775 году использовался для перевозки зерна из Пернова в Кронштадт, с 1776 по 1778 год — для грузовых перевозок между Кронштадтом и Ревелем. 1779 году доставил из Кронштадта в Архангельск материалы для строящихся судов. Принимал участие в «вооружённом нейтралитете». Летом 1781 года и в 1785 году использовался для грузовых перевозок между портами Финского залива. | [ 22 ] [ 23 ] [ 25 ]          |
| Без названия    | 20 | 32,3 x 10 | 4,27 | н/д | Кронштадтская верфь                                                                                                | Катасанов | Сведений о времени службы судна не сохранилось. | Сведений о времени службы судна не сохранилось. | Сведений о плаваниях судна не сохранилось. | [ 23 ] [ 22 ]                 |
| Кильдюин        | 26 | 33,3 х 9,2 | 3,7 | н/д | Сведений о месте постройки пинка не сохранилось. Приобретён в Архангельске.                                        | Сведений о месте постройки пинка не сохранилось. Приобретён в Архангельске.                                        | 1779                                            | 1788                                            | Принимал участие в «вооружённом нейтралитете». В 1780 году использовался для перевозки артиллерии из Кронштадта в Ревель, а в 1781 году перевёз из Ревеля в Архангельск орудия для строящихся судов. С 1782 по 1787 год доставлял из Кронштадта в Архангельск материалы для строящихся судов. Захвачен двумя шведскими фрегатами во время русско-шведской войны 1788—1790 годов. | [ 22 ] [ 23 ] [ 24 ]          |
| Соломбал        | 24 | 33,3 х 9,2 | 3,1 | н/д | Соломбальская верфь                                                                                                | Д. Масальский | 1781                                            | 1790                                            | В 1783 и 1786 доставлял из Кронштадта в Архангельск материалы для строящихся судов. Принимал участие в русско-шведской войне 1788—1790 годов, использовался для крейсерских плаваний и доставки снабжения на суда флота. Во время второго Роченсальмского сражения захвачен шведами. | [ 22 ] [ 23 ] [ 26 ]          |
| Без названия    | 38 | 39,7 x 9,5 | 3,8 | н/д | Соломбальская верфь                                                                                                | Сведений о корабельных мастерах, построивших судно, не сохранилось.                                                | 1782                                            | 1790                                            | Сведений о плаваниях судна не сохранилось. Захвачен шведами в 1790 году. | [ 23 ] [ 22 ]                 |

## Пинки Черноморского флота
В разделе приведены все пинки, входившие в состав Черноморского флота России. Сведений о вооружении и численности экипажей, а также корабельных мастерах, построивших черноморские пинки, не сохранилось.
| Наименование | Размер     | Осадка | Верфь               | Вх.  | Вых. | История службы | Прим.                              |
| ------------ | ---------- | ------ | ------------------- | ---- | ---- | --- | ---------------------------------- |
| № 1          | 39,7 x 9,9 | 3,7    | Гнилотонская верфь. | 1784 | 1791 | С 1784 по 1788 год использовался для грузовых перевозок между портами Азовского и Чёрного морей. В 1788 году был переоборудован во фрегат «Антоний». 7 (18) марта 1791 года фрегат сгорел у Глубокой Пристани во время обжига его подводной части. | [ 26 ] [ 27 ] [ 28 ] [ 29 ] [ 30 ] |
| № 2          | 39,7 x 9,9 | 3,7    | Гнилотонская верфь. | 1784 | н/д  | С 1784 по 1788 год использовался для грузовых перевозок между портами Азовского и Чёрного морей. В 1788 году был переоборудован во фрегат «Феодосий» и находился в Севастополе.                                                                    | [ 26 ] [ 27 ] [ 28 ] [ 29 ] [ 30 ] |

## Пинки Каспийской флотилии
В разделе приведены все пинки, входившие в состав Каспийской флотилии России. Сведений о размерах и численности экипажей каспийских пинков не сохранилось.
| Наименование | Ор. | Верфь                                                            | Мастер                                                           | Вх.  | Вых. | История службы | Прим.  |
| ------------ | --- | ---------------------------------------------------------------- | ---------------------------------------------------------------- | ---- | ---- | --- | ------ |
| Самсон       | н/д | Сведений о месте постройки и корабельных мастерах не сохранилось | Сведений о месте постройки и корабельных мастерах не сохранилось | 1747 | н/д  | В 1747 году использовался для перевозки грузов из Астрахани в Кизляр. В 1748 и 1749 годах выходил в плавания к берегам Персии.                       | [ 31 ] |
| Без названия | 4   | Астраханская верфь                                               | С. Н. Неверов                                                    | 1839 | 1790 | С 1839 по 1843 год использовался для перевозки грузов из Астрахани на суда эскадры. В 1845 году нёс брандвахтенную службу у острова Четырёхбугорный. | [ 26 ] |

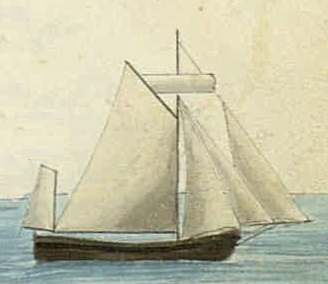
4-пушечный пинк без названия

### Комментарии
1. ↑  Судно названо в честь князя А. Д. Меншикова.
2. 1 2 3 4 5  Пинки «Кола», «Новая Двинка», «Кильдюин», «Лапоминк» и «Повракуль» строились по одному проекту, тип «Кола».
3. 1 2  Пинки «Вологда» и «Каргополь» строились по одному проекту, тип «Вологда».
4. 1 2  Пинки «Новая Двинка» и «Повракуль» строились по одному проекту, тип «Новая Двинка».
5. 1 2  Пинки «Устюг» и «Холмогоры» строились по одному проекту, тип «Устюг».
6. 1 2 3 4 5 6 7 8 9  Пинки «Верблюд», «Слон», «Лев», «Единорог», «Лапоминк», «Гогланд», «Наргин», «Венера» и «Сатурн» строились по одному проекту, тип «Верблюд».
7. 1 2  Год постройки судна не сохранился, указан год приобретения для нужд флота.
8. 1 2  Пинки «Евстафий» и «Кола» строились по одному проекту, тип «Евстафий».
9. ↑  По другим данным в 1790 году.
10. 1 2  Пинки № 1 и № 2 строились по одному проекту, тип «Номерной».
11. ↑  Точная дата постройки не установлена, указан вероятный год постройки.
12. ↑  В списках судов флота числился как «четырехпушечный пинк».